# إميل نويل
إميل نويل (بالفرنسية: Émile Noël)‏ هو دبلوماسي فرنسي، ولد في 17 نوفمبر 1922 في إسطنبول في تركيا، وتوفي في 24 أغسطس 1996 في فياريدجو في إيطاليا.